# Concistori di papa Sisto V

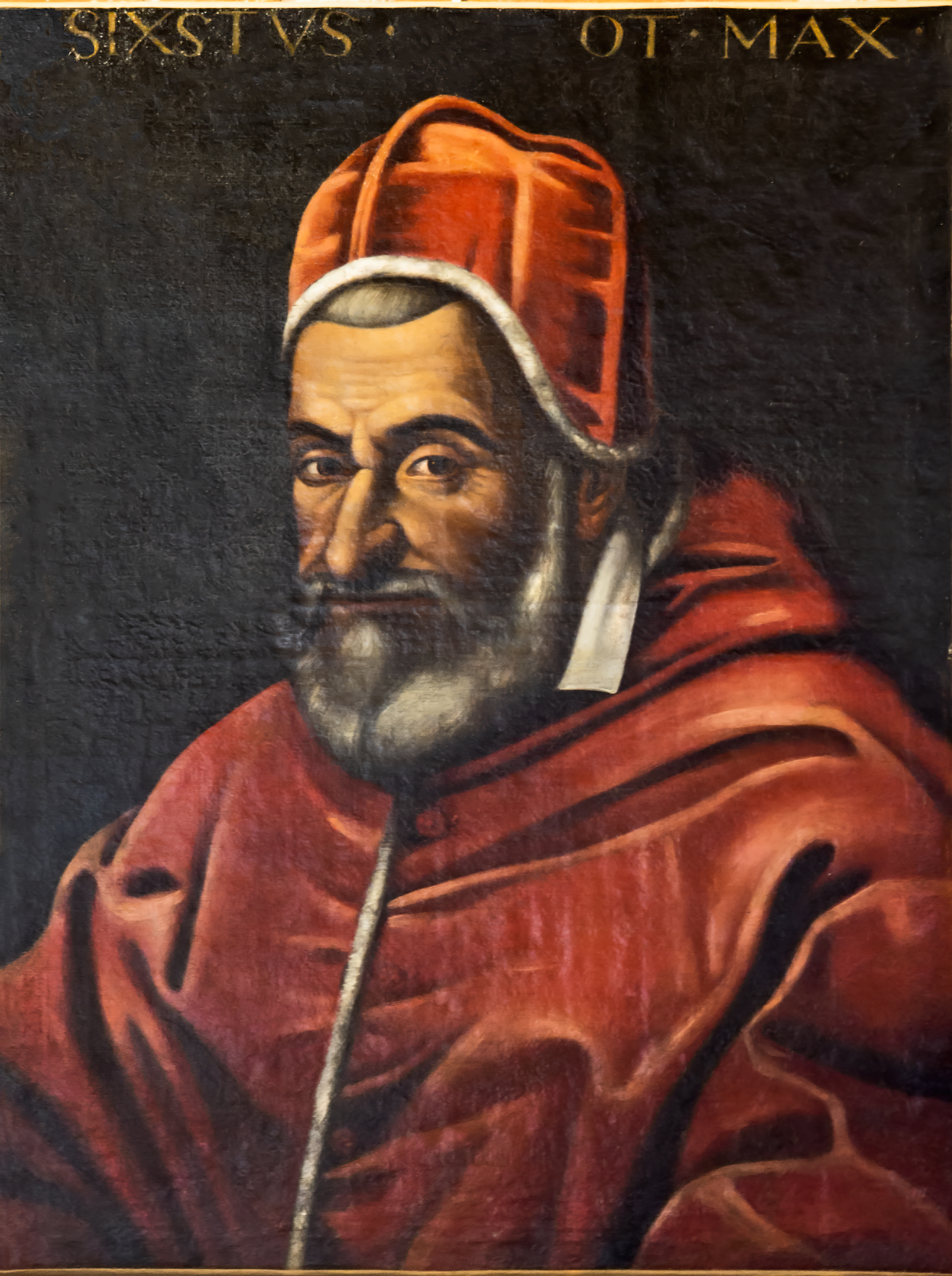
Papa Sisto V

Questa voce raccoglie l'elenco completo dei concistori per la creazione di nuovi cardinali presieduti da papa Sisto V, con l'indicazione di tutti i cardinali creati. Durante il suo pontificato, Sisto V ha creato 33 nuovi cardinali in 8 distinti concistori, provenienti da 5 diverse nazioni. I nomi sono posti in ordine di creazione.

## 13 maggio 1585 (I)
- Alessandro Damasceni Peretti, pronipote di Sua Santità; creato cardinale diacono (pro illa vice) di San Girolamo degli Schiavoni; deceduto il 2 giugno 1623.

## 18 dicembre 1585 (II)
- Enrico Caetani, patriarca titolare di Alessandria dei Latini, legato pontificio a Bologna; creato cardinale presbitero di Santa Pudenziana; deceduto il 13 dicembre 1599.
- Juraj Drašković, arcivescovo di Kalocsa e Bács; creato cardinale presbitero; non si recò mai a Roma per ricevere il titolo; deceduto il 21 gennaio 1587.
- Giovanni Battista Castrucci, arcivescovo di Chieti; creato cardinale presbitero di Santa Maria in Ara Coeli; deceduto il 18 agosto 1595.
- Federico Corner, senior, O.S.Io.Hieros., vescovo di Padova, chierico della Camera Apostolica; creato cardinale presbitero di Santo Stefano al Monte Celio; deceduto il 4 ottobre 1590.
- Ippolito de' Rossi, vescovo di Pavia; creato cardinale diacono di Santa Maria in Portico Octaviae; deceduto il 28 aprile 1591.
- Domenico Pinelli, senior, vescovo emerito di Fermo, nunzio apostolico in Spagna; creato cardinale presbitero di San Lorenzo in Panisperna; deceduto il 9 agosto 1611.
- Decio Azzolini, senior, segretario particolare di Sua Santità, vescovo eletto di Cervia; creato cardinale presbitero di San Matteo in Merulana; deceduto il 9 ottobre 1587.
- Ippolito Aldobrandini, senior, uditore della Sacra Rota Romana e Datario di Sua Santità; creato cardinale presbitero di San Pancrazio fuori le mura; poi eletto papa con il nome di Clemente VIII il 30 gennaio 1592; deceduto il 3 marzo 1605.

## 16 novembre 1586 (III)
- Girolamo della Rovere, arcivescovo di Torino; creato cardinale presbitero di San Pietro in Vincoli; deceduto il 7 febbraio 1592.
- Philippe de Lénoncourt, consigliere del Re di Francia, vescovo emerito di Auxerre; creato cardinale presbitero di Sant'Onofrio; deceduto il 13 dicembre 1592.
- Girolamo Bernerio, O.P., vescovo di Ascoli Piceno; creato cardinale presbitero di San Tommaso in Parione; deceduto l'8 agosto 1611.
- Antonio Maria Gallo, vescovo di Perugia; creato cardinale presbitero di Sant'Agnese in Agone; deceduto il 30 marzo 1620.
- Costanzo Torri (da Sarnano), O.F.M.Conv., teologo e predicatore; creato cardinale presbitero di San Vitale; deceduto il 20 dicembre 1595.
- Girolamo Mattei, uditore generale della Camera Apostolica; creato cardinale diacono di Sant'Adriano al Foro; deceduto l'8 dicembre 1603.
- Benedetto Giustiniani, chierico della Camera Apostolica e tesoriere generale pontificio; creato cardinale diacono di San Giorgio in Velabro; deceduto il 27 marzo 1621.
- Ascanio Colonna, abate di Santa Sofia (Benevento); creato cardinale diacono dei Santi Vito e Modesto; deceduto il 17 maggio 1608.

## 7 agosto 1587 (IV)
- William Allen, protonotario apostolico, teologo e biblista inglese; creato cardinale presbitero dei Santi Silvestro e Martino ai Monti; deceduto il 16 ottobre 1594.

## 18 dicembre 1587 (V)
- Scipione Gonzaga, patriarca titolare di Gerusalemme dei Latini; creato cardinale presbitero di Santa Maria del Popolo; deceduto l'11 gennaio 1593.
- Antonio Maria Sauli, arcivescovo di Genova; creato cardinale presbitero dei Santi Vitale, Valeria, Gervasio e Protasio; deceduto il 24 agosto 1623.
- Giovanni Evangelista Pallotta, Datario di Sua Santità, arcivescovo di Cosenza; creato cardinale presbitero di San Matteo in Merulana; deceduto il 22 agosto 1620.
- Pierre de Gondi, vescovo di Parigi, ambasciatore francese emerito presso la Santa Sede; creato cardinale presbitero di San Silvestro in Capite; deceduto il 17 febbraio 1616.
- Stefano Bonucci, O.S.M., vescovo di Arezzo, consultore del Sant'Uffizio; creato cardinale presbitero dei Santi Marcellino e Pietro; deceduto il 2 gennaio 1589.
- Juan Hurtado de Mendoza, arcidiacono capitolare della Cattedrale di Toledo; creato cardinale presbitero di Santa Maria in Traspontina; deceduto il 6 gennaio 1592.
- Hugues Loubenx de Verdalle, O.S.Io.Hieros., Gran maestro del suo Ordine; creato cardinale diacono di Santa Maria in Portico Octaviae; deceduto il 4 maggio 1595.
- Federico Borromeo, senior, camerlengo di Sua Santità; creato cardinale diacono di Santa Maria in Domnica; deceduto il 21 settembre 1631.

## 15 luglio 1588 (VI)
- Gianfrancesco Morosini, vescovo di Brescia, nunzio apostolico in Francia; creato cardinale presbitero dei Santi Nereo e Achilleo; deceduto il 10 gennaio 1596.

## 14 dicembre 1588 (VII)
- Agostino Cusani, protonotario apostolico, uditore generale della Camera Apostolica; creato cardinale diacono di Sant'Adriano al Foro; deceduto il 20 ottobre 1598.
- Francesco Maria Bourbon del Monte Santa Maria, relatore dei Tribunali della Segnatura Apostolica di Giustizia e di Grazia; creato cardinale diacono di Santa Maria in Domnica; deceduto il 27 agosto 1626.

## 20 dicembre 1589 (VIII)
- Mariano Pierbenedetti, vescovo di Martirano, governatore di Roma; creato cardinale presbitero dei Santi Marcellino e Pietro; deceduto il 21 gennaio 1611.
- Gregorio Petrocchini, O.E.S.A, priore generale del suo Ordine; creato cardinale presbitero di Sant'Agostino; deceduto il 19 maggio 1612.
- Carlo III di Lorena-Vaudémont, vescovo eletto di Metz; creato cardinale diacono di Sant'Agata in Suburra (diaconia conferita il 5 aprile 1591); deceduto il 24 novembre 1607.
- Guido Pepoli, chierico della Camera Apostolica e tesoriere generale pontificio; creato cardinale diacono dei Santi Cosma e Damiano; deceduto nel giugno 1599.